# Antoni Nomen Xatruc
Antoni Nomen Xatruc   (Reus, 28 d'agost de 1953 - Reus, 2 de desembre de 2024) va ser un poeta català.
Llicenciat en física i interessat en la didàctica de les ciències, va exercir com a professor de secundària. Molt actiu culturalment en els anys setanta, després escriptor intermitent, va participar en diverses activitats literàries, entre les quals l’organització de múltiples lectures de poesia, de 2015 a 2022 en una entitat que porta el nom de «Terrabastall Poètic» a Reus, i a partir de 2022 dins «La rosa de ningú». D’ençà de 2014 mantenia un blog, La pólvora del temps.
Amb Esquerpes o bucòliques va guanyar el 2022 a Santanyí el Premi de poesia Vidal i Tomàs.

## Obra en prosa

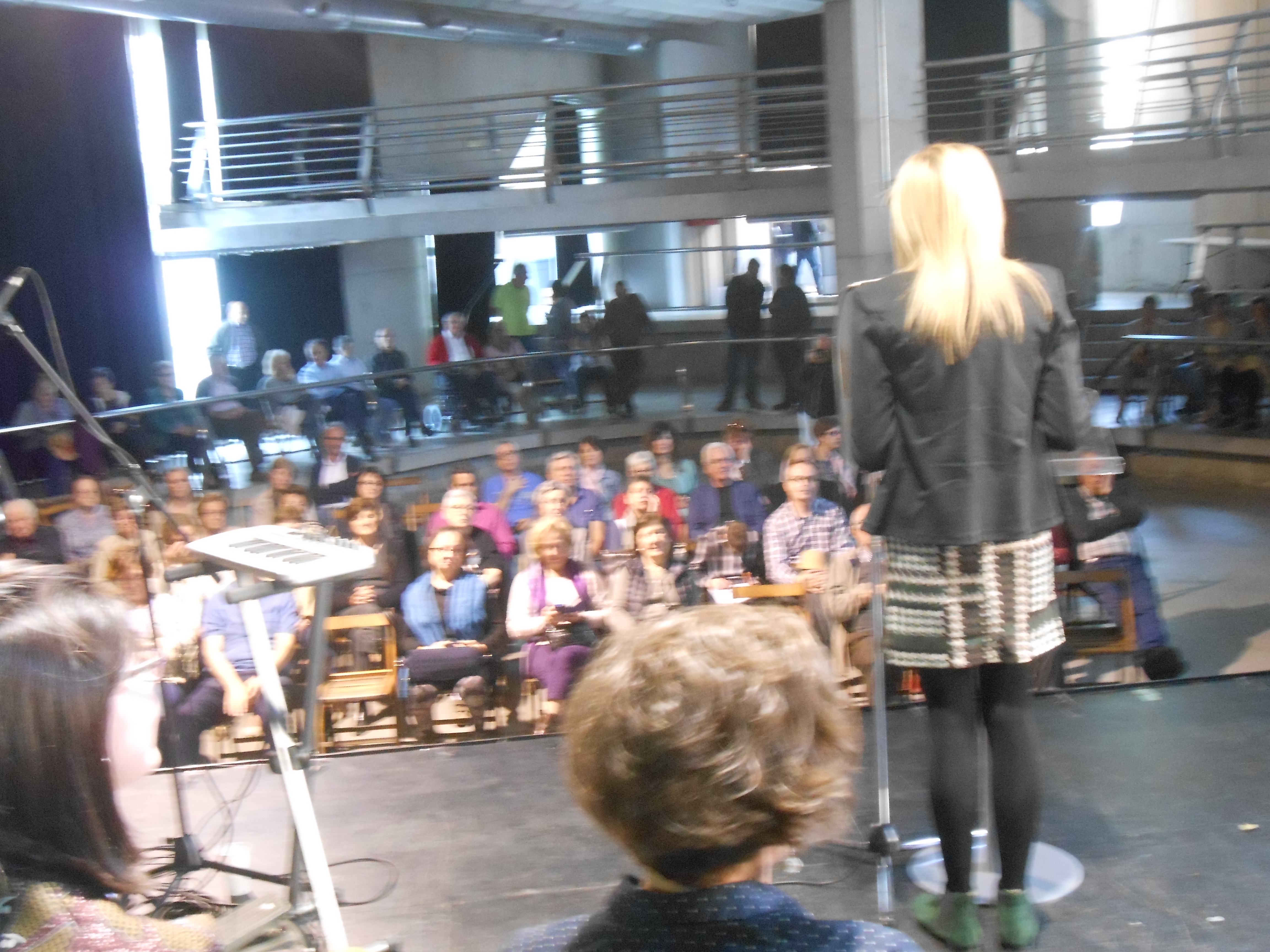
Lectura de Terrabastall Poètic de Reus, Almoster 2016

Va publicar contes i articles a diferents mitjans (per exemple a Tele/eXpres, la Revista del Centre de Lectura i a Serra d'Or). Estudiós de l’obra dels escriptors Xavier Amorós i Miquel Escudero, va dedicar al primer un llibre relatiu als seus recursos narratius i va ser l'editor de l’obra del segon.

## Obra en vers
La seva poesia primera, dispersa en llocs com ara Ajoblanco i Èpsilon,s'inscriu dins el corrent de l’experimentació formal. A punt per ser imprès, l'editor va retirar el primer llibre, Cairat amb antifaç, el 1976. El seu segon llibre, Mapa mut, premi Ciutat de Reus 1980, tampoc no va veure la llum, en aquest cas a petició pròpia. Així, va tenir la fortuna que la seva proposta lírica d’aquests anys desaparegués sense rastre. No del tot: en va publicar una mostra a On gosi aturar-me l'any 2004.
D’ençà del 2021 va publicar part de la seva producció recent, la qual, segons Magí Sunyer, combina l'ortodòxia formal amb imatges i associacions mentals «que tenen la virtut de sorprendre i fer reflexionar, lògicament i estèticament, el lector». Jordi Llavina considera que «no hi ha res que sigui evident» en la poesia de Nomen, perquè «afronta el buit amb una actitud que no fa més fosca la gravetat, ben al contrari».

## Publicacions
- On gosi aturar-me. Reus: Papers de la Font del Lleó, 2004 (Premi Martí Queixalós 2003) ISBN 84-690-0218-X.
- Xavier Amorós o el temps recuperat. Reus: Centre de Lectura, 2017, ISBN 978-84-945335-7-0.
- Si això ha de durar. Valls: Cossetània, 2022 (Premi Decàlia 2021+1) ISBN 978-84-1356-152-3.
- Ja no és avui i encara no és demà. La Pobla Llarga: Edicions 96, 2022 (Premi Ventura Gassol 2014) ISBN 978-84-17213-90-9.
- Esquerpes o bucòliques. Calonge: adiA, 2022 (Premi Vidal i Tomàs 2022) ISBN 978-84-124298-8-6.
- Escudero, Miquel. Terres de llum (edició d'A. Nomen). Benicarló: Onada Edicions, 2023, ISBN 978-84-19606-35-8.